# Dana Sprengers
Dana Sprengers (Bergeijk, 28 juli 1990) is een BMX'er uit Nederland.

## Carrière
Op de Nederlandse kampioenschappen BMX in 2011 werd ze tweede en in 2013 derde.
In 2015 nam ze deel aan de Wereldkampioenschappen BMX 2015. In 2016 kwam er een einde aan haar BMX-carrière, na het oplopen van een blessure.